# Tvrdkov
Tvrdkov (en allemand : Pürkau) est une commune du district de Bruntál, dans la région de Moravie-Silésie, en République tchèque. Sa population s'élevait à 237 habitants en 2021.

## Géographie
Tvrdkov se trouve à 8 km au sud-ouest de Rýmařov, à 23 km au sud-ouest de Bruntál, à 79 km à l'ouest d'Ostrava et à 198 km à l’est de Prague.
La commune est limitée par Oskava au nord-ouest, par Horní Město au nord-est et à l'est, par Dlouhá Loučka au sud, et par Šumvald à l'ouest.

## Histoire
La première mention écrite de la localité date de 1349.

## Galerie

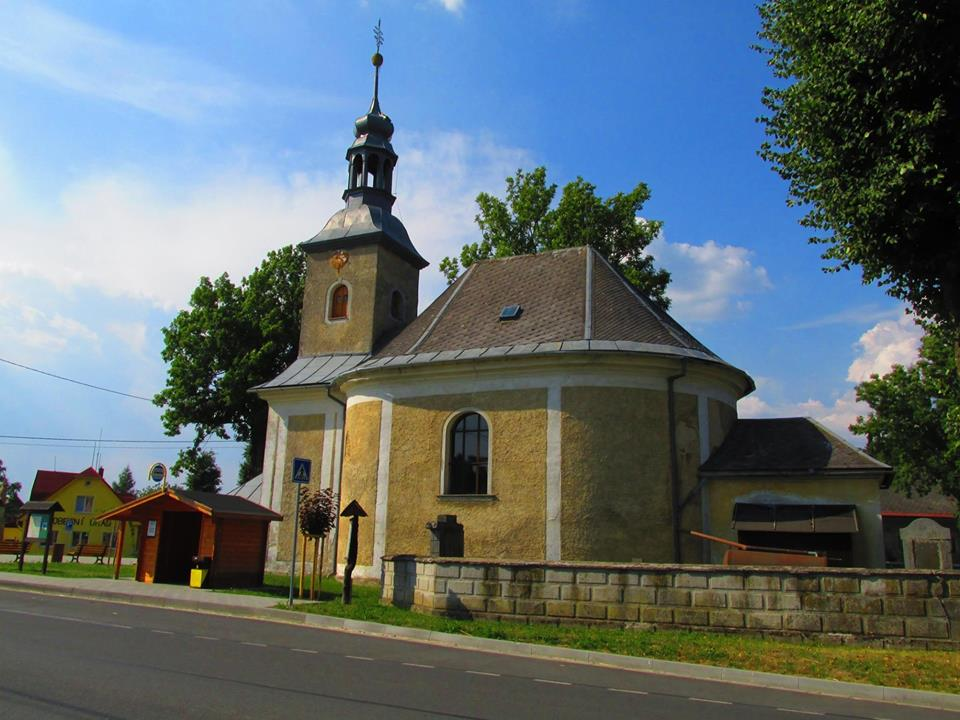
Église Saint-Antoine de Padoue.
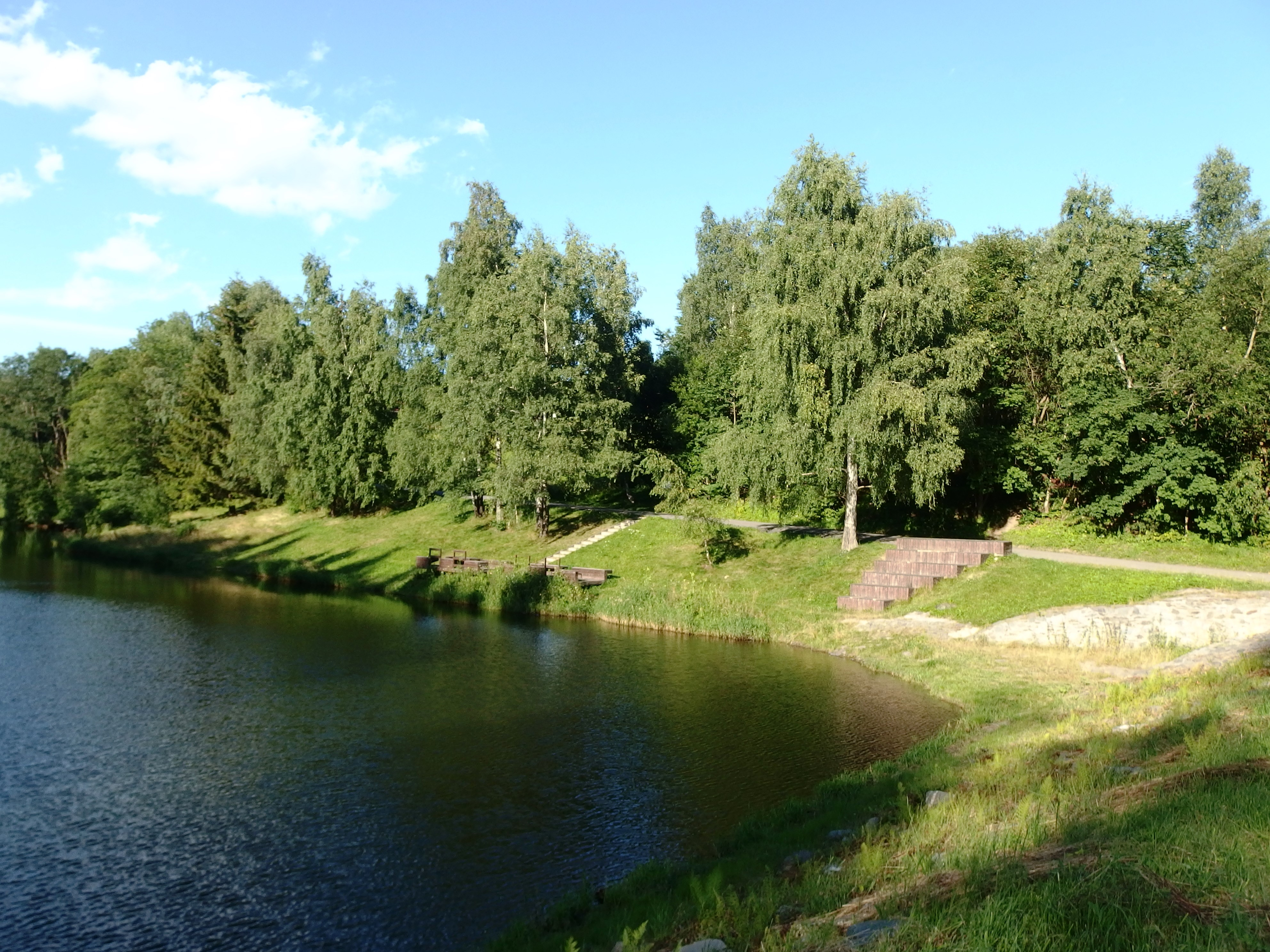
Réservoir de Tvrdkov.

## Administration
La commune se compose de trois quartiers :
- Tvrdkov
- Mirotínek
- Ruda

## Transports
Par la route, Tvrdkov se trouve à 9 km de Rýmařov, à 28 km de Bruntál, à 42 km d'Olomouc, à 105 km de Ostrava et à 248 km de Prague.